# Dave Brandstetter
Pour les articles homonymes, voir Brandstetter.
Dave Brandstetter est un personnage de fiction créé par l'écrivain américain Joseph Hansen en 1970. Cet enquêteur d'une compagnie d'assurances ouvertement gay est au cœur de l'œuvre de Hansen, apparaissant dans douze de ses romans sur une période de 21 ans.

## Biographie
La quarantaine (au début de la saga), un physique avenant (mince, épaules larges, cheveux blonds coupés court, yeux bleus) et portant des lunettes, Dave Brandstetter a la charge de vérifier les causes de décès de clients qui ont souscrit un contrat auprès de la compagnie d'assurances Medaillon Vie que dirige son père. Pendant la Seconde Guerre mondiale, il a fait partie des services du renseignement et, après le conflit, s'est occupé de mener la traque à d'anciens nazis. Cette expérience lui a appris à utiliser son intelligence, sa logique et sa fine connaissance de la psychologie humaine pour démêler l'écheveau des affaires qui lui sont confiées, plutôt que la force. Il porte une arme, un SIG Sauer automatique, dont il ne se sert jamais.
Élégant et distingué, il aime les belles voitures, la bonne cuisine, la musique de chambre et Tatiana, sa petite chatte. Au fil des romans, sa vie sentimentale est exposée sans fausse pudeur : son petit ami, Rod Fleming, meurt d'un cancer après vingt ans de vie commune dans le premier roman de la série (Fadeout, 1970), mais Brandstetter ne reste pas seul très longtemps. Dans Skinflick (1979), il rompt avec son amant Doug Sawyer et déménage à Beverly Hills avec un jeune journaliste noir, Cecil Harris. À la même époque, il est contraint de démissionner de la Medaillon Vie, en butte aux préjugés auxquels les homosexuels sont encore confrontés au quotidien dans la Californie de la fin des années 1970.
Personnage singulier dans l'univers souvent très conformiste du roman policier, Brandstetter permet à son créateur de décrire avec acuité le milieu gay au moment des revendications militantes pour l'égalité des droits, puis lors de l'apparition du sida dans les années 1980. En 1990, Dave Brandstetter, qui a vieilli, songe à la retraite mais il reprend du service une dernière fois l'année suivante dans A Country of Old Men, avant de s'offrir un repos bien mérité.

## La sérieDave Brandstetter
- Fadeout, New York, Harper & Row, 1970 Publié en français dans une version expurgée sous le titre Un blond évaporé, Paris, Gallimard, coll. « Série noire » no 1408, 1971  ; réédition, Paris, Gallimard, coll. « Carré noir » no 559, 1985  (ISBN 2-07-043559-8) Publié en français dans une nouvelle traduction intégrale sous le titre Le Poids du monde, Paris, Éditions Le Masque, 2000 ; réédition, Paris, Payot & Rivages, coll. « Rivages/Noir » no 611, 2006  (ISBN 2-7436-1560-5)
- Death Claims, New York, Harper & Row, 1973 Publié en français sous le titre Le Noyé d'Arena Blanca, Paris, Payot & Rivages, coll. « Rivages/Noir » no 76, 1989  (ISBN 2-86930-264-9)
- Trouble Maker, New York, Harper & Row, 1975 Publié en français sous le titre Par qui la mort arrive, Paris, Payot & Rivages, coll. « Rivages/Noir » no 4, 1986  (ISBN 2-86930-001-8)
- The Man Everybody Was Afraid of, New York, Holt Rinehart and Winston, 1978 Publié en français sous le titre dans une version expurgée sous le titre Les mouettes volent bas, Paris, Gallimard, coll. « Série noire » no 1730, 1979 ; réédition, Paris, Gallimard, coll. « Folio » no 2673, 1995  (ISBN 2-07-038883-2)
- Skinflick, New York, Holt Rinehart & Winston, 1979 Publié en français son le titre Skinflick, Paris, éditions de l'Ombre, 1987 ;  réédition dans une nouvelle traduction sous le titre À fleur de peau, Paris, Éditions du Masque, 2001  (ISBN 2-7024-2956-4) ; réédition, Paris, Librairie des Champs-Élysées, coll. « Le Masque » no 2484 2004 ; réédition, Paris, Payot & Rivages, coll. « Rivages/Noir » no 631, 2007  (ISBN 978-2-7436-1631-1)
- Gravedigger, New York, Holt Rinehart & Winston, 1982 Publié en français dans une version expurgée sous le titre Petit papa pourri, Paris, Gallimard, coll. « Série noire » no 1912, 1983  (ISBN 2-07-048912-4) Publié en français dans une traduction intégrale sous le titre Gravedigger, Paris, Payot & Rivages, coll. « Rivages/Noir » no 757, 2009  (ISBN 2-7436-2031-5)
- Nightwork, New York, Holt Rinehart & Winston, 1984 Publié en français sous le titre Les Ravages de la nuit, Paris, Gallimard, coll. « Série noire » no 2016 1985  (ISBN 2-07-049026-2) ; réédition, Paris, Gallimard, coll. « Folio » no 2626, 1994  (ISBN 2-07-038871-9)
- The Little Dog Laughed, New York, Henry Holt & Co, 1986 Publié en français sous le titre Le petit chien riait, Paris, Payot & Rivages, coll. « Rivages/Noir » no 44, 1988  (ISBN 2-86930-131-6)
- Early Graves, New York, Mysterious Press, 1987 Publié en français sous le titre Un pied dans la tombe, Paris, Payot & Rivages, coll. « Rivages/Noir » no 49, 1988  (ISBN 2-86930-163-4)
- Obedience, New York, Mysterious Press, 1988 Publié en français sous le titre Obédience, Paris, Payot & Rivages, coll. « Rivages/Noir » no 70, 1989  (ISBN 2-86930-241-X)
- The Boy Who Was Buried This Morning, New York, Viking, 1990 Publié en français sous le titre Le Garçon enterré ce matin, Paris, Payot & Rivages, coll. « Rivages/Noir » no 104, 1991  (ISBN 2-86930-433-1)
- A Country of Old Men, New York, Viking, 1991 Publié en français sous le titre Un pays de vieux, Paris, Payot & Rivages, coll. « Rivages/Noir » no 155, 1993  (ISBN 2-86930-653-9)

## Citation
À propos de son nom, Hansen fait dire avec humour à son personnage :

« ...Cela veut dire “la fille de Brand” en scandinave.

– Vous n'avez certainement pas l'air de la fille de quelqu'un.

– Les apparences sont parfois trompeuses... »

## Postérité
Considéré comme un des pères du « polar gay » avec George Baxt, Hansen a inspiré d'autres auteurs qui ont, à leur tour, créé des personnages de détectives gays. Parmi ceux-ci, on peut citer Donald Strachey dans la série de romans de Richard Stevenson débutée en 1981, l’avocat Henry Rios dans celle de Michael Nava débutée en 1986, Ashe dans celle d'Hervé Claude débutée en 2002 ou encore Luigi Mécaroni dans les bandes dessinées de Ralf König, La Capote qui tue (1988-1990).

## Sources
- Claude Mesplède (dir.), Dictionnaire des littératures policières, vol. 1 : A - I, Nantes, Joseph K, coll. « Temps noir », 2007, 1054 p. (ISBN 978-2-910-68644-4, OCLC 315873251), p. 291.
- Jean Tulard, Dictionnaire du roman policier : 1841-2005. Auteurs, personnages, œuvres, thèmes, collections, éditeurs, Paris, Fayard, 2005, 768 p. (ISBN 978-2-915793-51-2, OCLC 62533410), p. 94 (notice Dave Brandstetter) et 331 (Notice Joseph Hansen).